# Sde Yaman Race Track
Der Sde Yaman Race Track (auch Motor City) ist eine Motorsport-Rennstrecke, die sich in der Nähe des Flughafens Be’er Scheva (etwa 10 Kilometer von Be’er Scheva entfernt) befindet und von der FIA- und der FIM homologiert ist. Sie ist die zweite permanente israelische Rennstrecke nach dem Arad Racing Track und die derzeit längste israelische Rennstrecke. 

## Geschichte

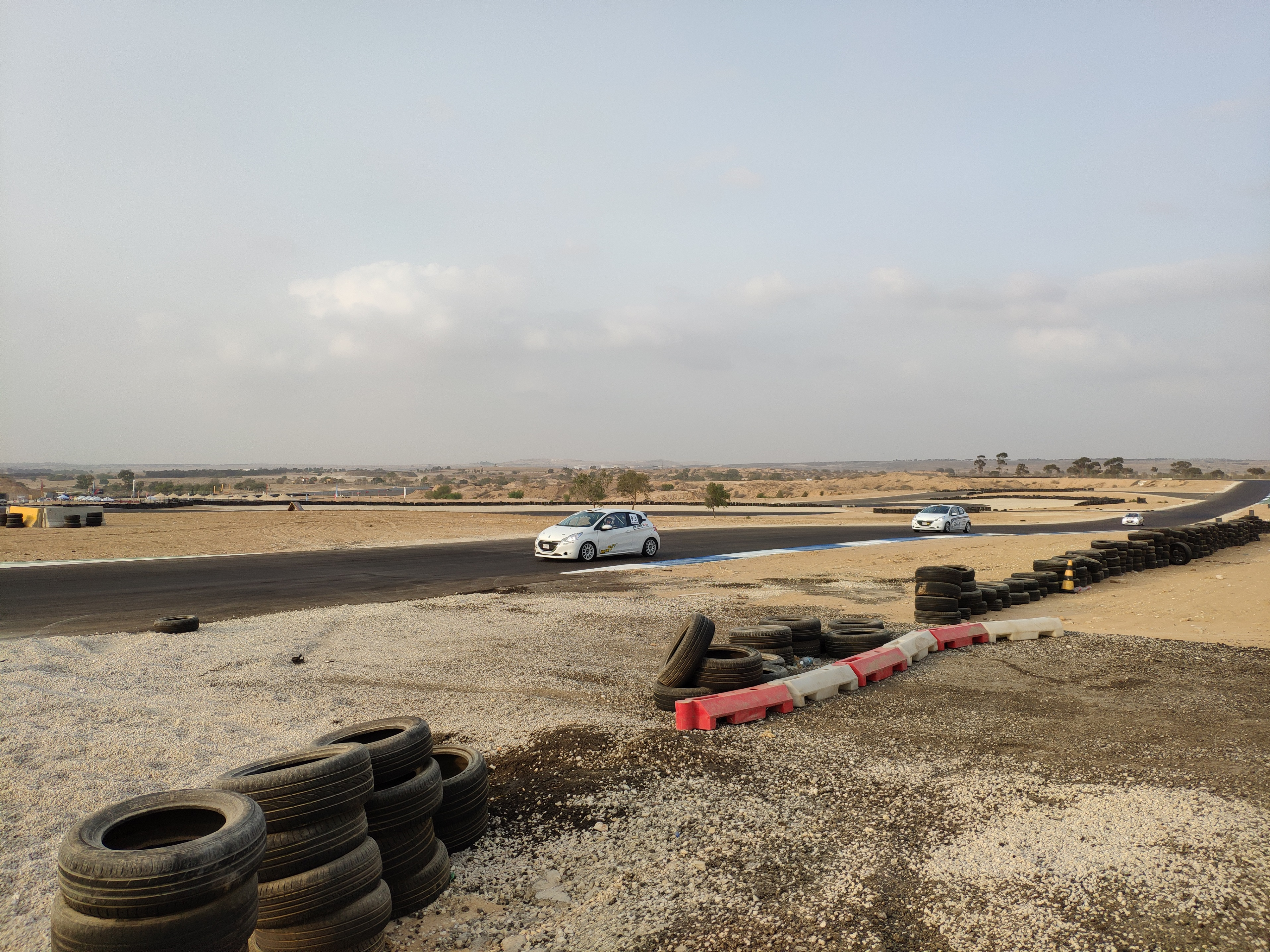
Sde Yaman Race Track

Die Strecke wurde im März 2018 eingeweiht, etwa 13 Jahre nach Beginn der Pläne für die Errichtung eines Motorsportparks in Sde Jaman. Am Bau war auch die Leitung der Rennstrecke von Varano in Italien beteiligt.

## Streckenbeschreibung
Die asphaltierte Hauptstrecke ist in ihrer ersten Version 2,1 Kilometer lang und soll in naher Zukunft auf 4,6 Kilometer verlängert werden. Derzeit umfasst die Strecke 9 Kurven, von denen 7 Rechts- und 2 Linkskurven sind. Die 12–15 Meter breite Rennstrecke erlaubt aufgrund ihrer FIA-Streckenhomologation auch Formel-3-Rennen.
Zusätzlich zur Hauptstrecke sind auch eine Kart- und Supermoto-Strecke sowie ein Motocrosskurs auf der Anlage geplant.

## Veranstaltungen
Die Eröffnungsveranstaltung wurde mit einem Rennen der Israelischen Superbike-Meisterschaft bestritten. Die Strecke wird für Clubsportveranstaltungen und Trackdays benutzt.